# John Zerzan
John Zerzan, född 10 augusti 1943 i Salem, Oregon, är en amerikansk filosof och arbetskritiker, som förespråkar grön anarkism och anarko-primitivism. Enligt Zerzan är människans civilisationstillstånd onaturligt och han argumenterar för människans vilja att återvända till naturen, en vilja han anser grundläggande. Zerzan menar att livet i det förhistoriska jägar- och samlarsamhället, till och med paleolitikum, var kvalitativt överlägset kommande perioder: jordbrukssamhället och i synnerhet industrisamhället (jmf: Marx diskussion om urkommunismen). Han menar vidare att vi hade en liten men stabil ekologisk nisch i naturen, som vi kunde behålla under ett par miljoner år. Att vi lämnade detta tillstånd för ungefär 10 000 år sedan på grund av civilisationens kvantitativa lockelser ser han som en tragedi. Zerzan hävdar att hälsan, fritiden och livskvaliten i stort var bättre i jägar- och samlarsamhället än i några kommande epoker, något han försöker belägga genom att hänvisa till valda delar av en rad arkeologiska och antropologiska studier. I sin kritik av dagens samhälle framhåller han bland annat att det finns en katastrofalt ökande psykisk ohälsa hos industrinationernas befolkningar.
Zerzan har försvarat Ted Kaczynskis brevbombsattentat mot forskare och ingenjörer (yrkesgrupper han jämför med Adolf Eichmann) men förkastat metoden eftersom den riskerar livet på oskyldiga. Konkreta alternativ till status quo är inte vanligt förekommande hos Zerzan.

## Tillbaka till naturen – men hur?
Zerzan erkänner att en nutida återgång till det primitiva samhället inte är möjlig, eftersom vi nu är alltför många människor på jorden för en sådan livsstil. Vad återstår då av kritiken? Hävdanden om vår civilisations nackdelar/skadlighet, dess rovdrift och storskaliga miljöförstöring och nödvändigheten av en radikal miljöpolitik. En annan invändning gäller att även om "civilisationen" är destruktiv så behöver inte "kulturen" vara det; i sina senaste böcker vänder sig Zerzan också mot "symboliskt tänkande", det vill säga språk, tid, matematik, arbete osv. Zerzan hävdar att vi just nu genomgår en global klimatförändring som är en direkt följd av det kapitalistiska, teknologiska industrisamhället.
I den svenska filmen Surplus: Terrorized Into Being Consumers (Atmo, 2003) behandlas idéer av bland annat Zerzan. I filmen diskuterar han förstörelse av enskild egendom som protestmetod och ett sätt att påskynda övergången till ett postteknologiskt samhälle.